# Alberto Jonás
Alberto Jonás y Sachse (Madrid, 8 de junio de 1868 – Filadelfia, 10 de noviembre de 1943) fue un pianista español, compositor, y pedagogo. Algunos críticos lo consideraron un virtuoso del nivel de Ignacy Jan Paderewski, Moriz Rosenthal, Leopold Godowsky, Józef Hofmann, y Josef Lhévinne. Fue muy valorado durante los años 1920 y 1930 como pedagogo y autor del tratado Escuela Magistral de la Virtuosidad Pianística Moderna (Master School of Modern Piano Playing and Virtuosity).

## Vida y obra temprana
Nacido en Madrid de padres alemanes Julius Jonas, un hombre de negocios, y Doris Sachse, sus talentos musicales fueron reconocidos en una edad temprana. El rey Alfonso XII de España recibió al niño en una audiencia privada en el Palacio Real de Madrid en 1880 y Jonás fue inmediatamente aclamado como un prodigio. Inicialmente estudió en el Real Conservatorio Superior de Música de Madrid con Manuel Mendizabal en el piano (Mendizábal había sido profesor de piano de Isaac Albéniz) y Ciriaco Olave en órgano, se graduó a la edad de 12 años. Durante los siguientes seis años viajó y vivió en Bélgica, Inglaterra, Alemania y Francia estudiando negocios, de acuerdo a los deseos de sus padres para una carrera en finanzas, y también dando algunas actuaciones públicas. En este momento, Jonás comenzó a dominar con fluidez además de español y alemán; francés e inglés.

## Bruselas, 1886-1890
En 1886, a la edad de 18 años y contra la voluntad de sus padres, que seguían tratando de disuadirlo de seguir una carrera como concertista de piano, entró en el Conservatorio Real de Bruselas donde estudió durante cuatro años con el conocido pupilo de Franz Liszt, Arthur De Greef y composición con François-Auguste Gevaert.

## San Petersburgo, Alemania, Austria, 1890-1893

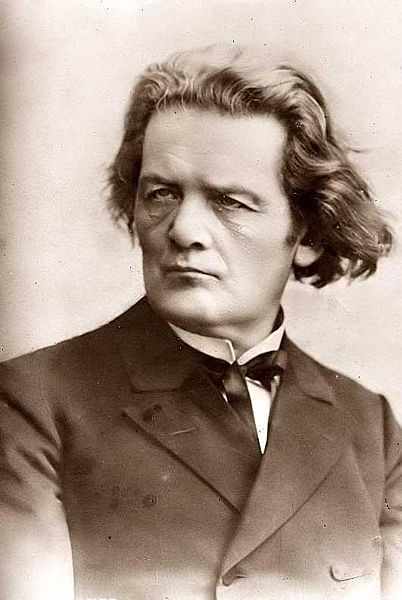
Anton Rubinstein seleccionó a Alberto Jonás como uno de sus pocos pupilos.

Al graduarse en Bruselas en 1890, ingresó en el primer encuentro internacional Competición Anton Rubinstein, que se celebraba en el Conservatorio de San Petersburgo. A pesar de que no ganó el codiciado Primer Premio en piano (fue a Nikolay Dubasov), no obstante hizo una impresión extraordinaria en Anton Rubinstein, quien inmediatamente lo invitó a ser uno de los pocos pianistas que tuvo el privilegio de ser sus alumnos. Luego trabajó con Rubinstein en San Petersburgo durante los próximos tres años. Durante su estancia allí, se convirtió en un reconocido pianista y maestro, y pronto se hizo amigo de otros estudiantes de Rubinstein como Josef Lhévinne, Józef Hofmann, Felix Blumenfeld, y Teresa Carreño, quienes todos ellos tenían su forma de tocar en alta estima. Durante este periodo también conoció a Ignacy Jan Paderewski, quien actuó como mentor y le dio algunas lecciones (en particular, en su Concierto para Piano en La menor Op, 17., el cual Jonás posteriormente interpretaría a menudo) y lo alentó a continuar sus estudios en la música. En 1891 hizo su debut en Berlín como solista con la Filarmónica de Berlín bajo Hans von Bülow, recibiendo críticas muy favorables.

## Estados Unidos 1893-1904
En 1893 se trasladó a Nueva York, para luego hacer su debut con la Sociedad de la Orquesta Sinfónica de Nueva York en el Carnegie Hall tocando el Concierto Paderewski conducido por Walter Damrosch. En 1894, fue nombrado profesor de la Escuela de Música de la Universidad de Míchigan en Ann Arbor, después fue elegido presidente y director del Conservatorio de Música de Míchigan en Detroit, cargo que desempeñó hasta 1904. En 1897 debutó con la Orquesta Sinfónica de Boston de Emil Paur, de nuevo con el concierto de Paderewski. También actuó en Canadá, México y Cuba durante ese periodo. El 20 de diciembre de 1899 se casó con la pianista alemana Elsa von Grave, hija de los Barones von Grave, Friedrich Wilhelm Mortimer y Friederica Rosalia Knaff; con quien tuvo al menos un hijo, Teddy Jonas, y de quién eventualmente se separaría.

## Berlín 1904-1914

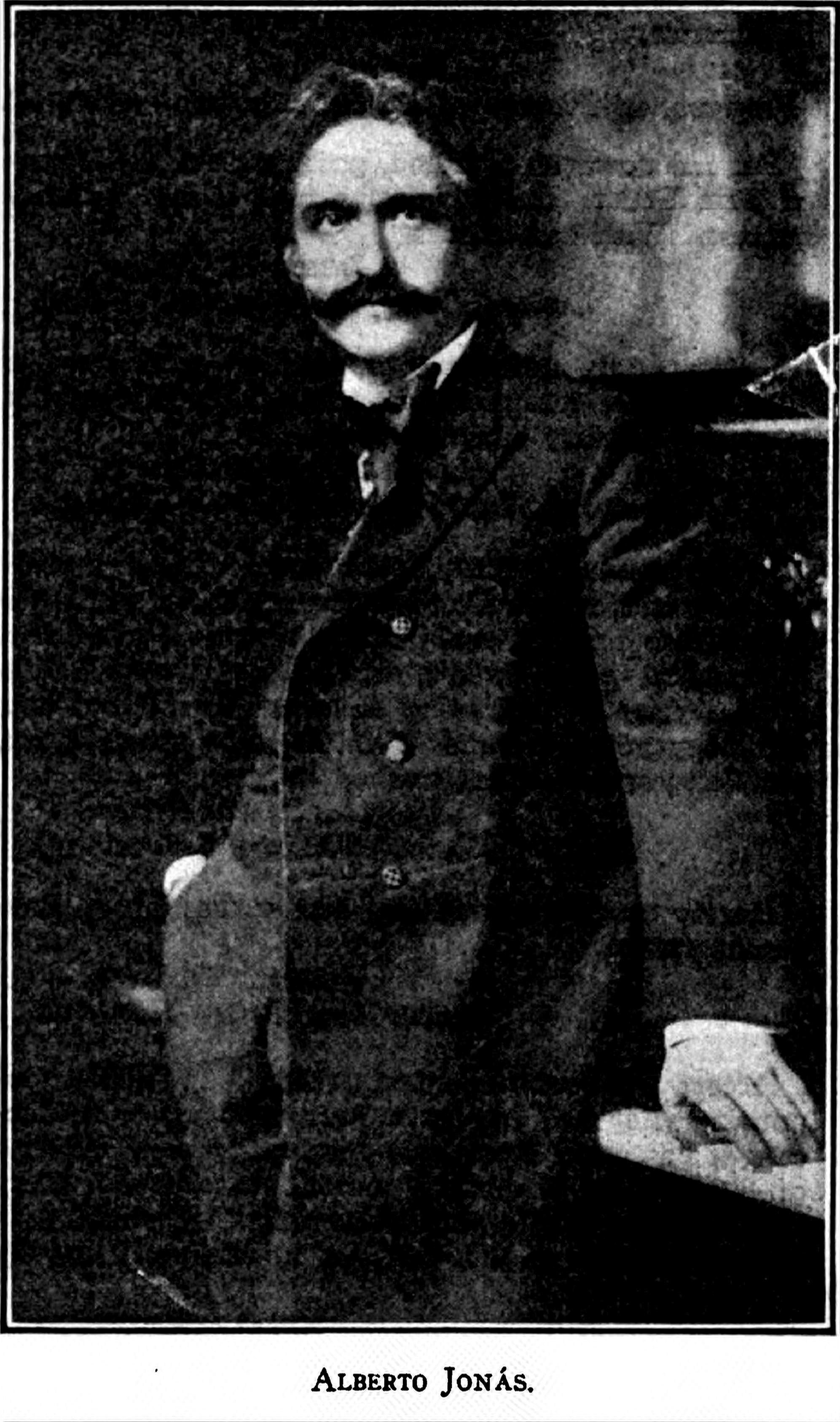
Albeto Jonás en 1913.

En 1904, Jonás decidió regresar a Europa, instalándose en Berlín, donde pronto se convirtió en uno de los más respetados maestros de piano. Allí pronto se convirtió en profesor en el Conservatorio Klindworth-Scharwenka y se hizo amigo de Leopold Godowsky, Karl Klindworth, James Kwast y Moritz Moszkowski, que también eran profesores e intérpretes artistas allí. La Primera Guerra Mundial le obligó a regresar a Nueva York, donde finalmente se estableció.

## Estados Unidos 1914-1943
Desde 1914 hasta su muerte en 1943, vivió en un apartamento de Nueva York en el Upper West Side (19 West 85th Street), su apartamento llegó a convertirse en una meca para los estudiantes talentosos y pianistas de todo el mundo. Pronto, Jonás también llegó a ser profesor de la College Combs of Music en Filadelfia, donde tenía un pequeño apartamento también. El 26 de mayo de 1921 contrajo un segundo matrimonio con la pianista estadounidense de ascendencia alemana Henrietta Louise "Nettie" Gremmel (1899-1964).

## Escuela Magistral de la Virtuosidad Pianística Moderna
Es durante su estancia en Nueva York, cuando Jonás tuvo la idea sin precedentes de iniciar correspondencia con todos los grandes músicos y pianistas que había conocido a lo largo de su vida como músico errante, pidiéndoles personalmente colaborar con sus propias ideas sobre piano todo ello orientado a la publicación de un tratado de técnica pianistica, que incluiría las principales corrientes del virtuosismo moderno. Los pianistas accedieron a escribir sus propios ejercicios técnicos específicamente para el libro de Jonás, así como compartir sus propias ideas sobre la técnica, pedal, digitación, practicando métodos, fraseo, memorización, etc, y también tomaron fotografías exclusivas de sí mismos y de sus manos en diferentes posturas con el fin de ilustrar algunos puntos.
En la década de 1920 comenzó a reunir todo el material que había acumulado a partir de la correspondencia y comenzó a escribir lo que sería más tarde titulado como Escuela Magistral de la Virtuosidad Pianística Moderna en siete volúmenes. Tardó siete años en terminar la vasta empresa (1922-1929), que en su final completo contó con la distinción única de contar con la colaboración de prácticamente todos los grandes virtuosos del piano vivos de la época. Los contribuyentes finales fueron Arthur Friedheim, Ignaz Friedman, Vasily Safonov, Ferruccio Busoni, Katharine Goodson, Leopold Godowsky, Alfred Cortot , Rudolph Ganz, Wilhelm Backhaus, Fannie Bloomfield Zeisler, Erno Dohnányi, Ossip Gabrilowitsch, Josef Lhevinne, Isidor Philipp , Moriz Rosenthal, Emil von Sauer, Leopold Schmidt y Zygmunt Stojowski, e incluyó extractos de más de un millar de ejemplos extraídos de la literatura pianística todo en orden para ilustrar puntos específicos.
En la amplitud de alcance, originalidad y claridad de ejecución, el libro no tiene precedentes. Finalmente fue publicado en 1929 por la editorial Carl Fischer Music en Nueva York. Ferruccio Busoni la consideró como " la obra más monumental jamás escrita para piano ". Josef Lhevinne la llamó "la obra más grande y más valiosa en el tema", y Moriz Rosenthal la ensalzó con un rotundo "Obra Maestra". Fue admirada también por Sergei Rajmáninov, quien la mencionó en algunas de sus cartas.

## Recepción de la obra
Debido al impacto de la Gran Depresión y la Segunda Guerra Mundial en la industria editorial en los Estados Unidos, la Escuela Magistral nunca fue reimpresa y rápidamente se agotó. El autor y sus ideas se convirtieron en algo olvidado después de su muerte, pero todavía hay pianistas y profesores hoy en día que utilizan sus volúmenes de la Escuela Magistral en su pedagogía. A pesar de que Alberto Jonás es el escritor español más importante de técnica pianistica, es prácticamente desconocido en su país natal (donde la Escuela Magistral nunca ha sido publicada).
Algunos de los estudiantes de piano de Alberto Jonas fueron Pepito Arriola, Ellen Ballon, Anis Fuleihan, Eugenia Buxton, Vincent Persichetti, Eloise Wood, Daniel Jones, Lewis L. Richards, David Earl Moyer, Leonard Heaton, Alfred Lucien Calzi, Elizabeth Zug, Reah Sadowsky, y Louis Loth.